# 豊橋鉄道設楽営業所
豊橋鉄道設楽営業所 （したらえいぎょうしょ） は、豊鉄バス発足前に、愛知県北設楽郡設楽町田口に存在した豊橋鉄道の自動車 (バス) 営業所。東栄町にあった本郷営業所を引き継いだもので、北設楽郡周辺の各路線を担当していた。管内路線の相次ぐ廃止・各自治体への移管により、新城営業所に統合された。本項では本郷営業所時代の管轄路線も含めて解説する。

## 概要
北設地方では戦前から各事業者によっていくつかの乗合バスが運行されていたが、戦時統合によって豊橋鉄道に集約された。豊根村、富山村や東栄町のほとんどの地区には鉄道が通じておらず、乗合バスが主要な交通機関であったため多くの利用者がおり、各集落から中心部に向けての路線や、中心部から鉄道駅に向けての路線など多くの路線が運行されていた。しかし全国的なモーダルシフトの流れによって利用者が減少し、次第に赤字路線が見られるようになった。前述の通りバスは唯一の交通機関であるため、各自治体は赤字路線の運行に補助金を出すようになったが、豊橋鉄道に補助金を出すよりも町村営とした方が運行コスト削減になるとされたため、順次町村営に移行していった。この過程において一部の極端な過疎路線はバスの運行が無くなった。

平成初期までには各町村間を結ぶ路線を除いて町村営に移管。さらに東栄町や豊根村から直営バス路線が撤退して、設楽営業所の管内にほとんど路線がなくなったため、管内の路線を新城営業所に移管して、設楽営業所は廃止された。ただ、併設されていた田口車庫は現在でも豊鉄バスおよび設楽町営バスにおいて使用されており、豊鉄バスの田口新城線と津具線 (おでかけ北設) は田口車庫を拠点として運行されている。

## 廃止路線

### 田口豊橋線
- 99 : 豊橋バスターミナル - 豊橋駅前 - 豊川体育館前 - 東名豊川 - 新城病院前 - 新城車庫前[注釈 1] - 本長篠駅前 - 鳳来寺 - 海老 - 田口
  - 豊橋鉄道田口線廃止に伴って新設された路線である。
  - 1980年頃まで「急行」便もあった。
  - 1980年代後半の飯田線の本長篠以西の列車増発以降、豊橋方面との往来は本長篠駅接続の利用が便利になったため、南側を新城病院前発着に短縮し、田口新城線に改称された。短縮後の現在も（乗り継ぎはあまり考慮されていないが）、新城市街地で新豊線に接続しているため、一度乗り換えればバスのみで豊橋に行くことはできる。

### 田口本郷線
- 田口 - 神田 - 月 - 東栄役場前 - 本郷
  - 2001年4月1日：田口 - 神田間を設楽町営バスに引き継ぎ、月 - 本郷間を東栄町営バス本郷月線に引き継ぎ。神田 - 月はバスがなくなり、これにより町境で路線が分断される[1]。

### 東栄線
- 本郷 - 奈根橋 - 東栄病院前 - 東栄駅前
  - 2001年4月1日 : 東栄町営バス東栄線に引き継ぎ。

### 豊根線
- 本郷 - 東栄役場前 - 粟代 - 金越 - 新野
  - 1923年 : 本郷 - 金越間の運行を開始[2]。
  - 1999年4月1日 : 豊根村営バス豊根東栄線に引き継ぎ[3]。

### 御園線
- 本郷 - 戦橋 - 足込 - 御園
  - 1990年4月1日 : 東栄町営バス御園線に引き継ぎ[3]。

### 本郷・豊根直通線
- 田鹿 - 金越 - 本郷 - 本長篠駅前 - 新城栄町 - 豊橋駅前
  - いくつかの路線を直通して豊橋まで行く路線だったが、直通運行は廃止。
  - 最終的には、本郷 - 本長篠駅前 - 新城栄町 - 豊橋駅前の「特急」便として運行された。

### 小林線
- 本郷 - 戦橋 - 粟代 - 小林 - 田口
  - 1970年4月1日 : 大平 - 柴石橋間廃止[3]。
  - 1985年4月1日 : 粟代 - 小林間廃止[3]。
  - 設楽町内の区間は設楽町営バス宇連長江線に、東栄町内の区間は東栄町営バス豊根東栄線に引き継ぎ。

### 佐久間線
- 田口 - 本郷 - 浦川 - 中部駅口 - 佐久間ダム - 佐久間駅
- 年代不詳 : 田口 - 浦川間に短縮。
  - 1988年4月1日 : 東栄町内の区間を東栄町営バス常盤橋線 (現 東薗目線) に引き継ぎ、その他の区間は廃止[3]。

## 車両
山間部の路線が多く狭隘路も多かったため、中型バスの運行が多かった。また、一部のバスは沿線住民にバスの接近を知らせる音楽を流すためのスピーカーを車外に備えていた。